# Liste der Titel und Ränge von Wilhelm II. (Deutsches Reich)

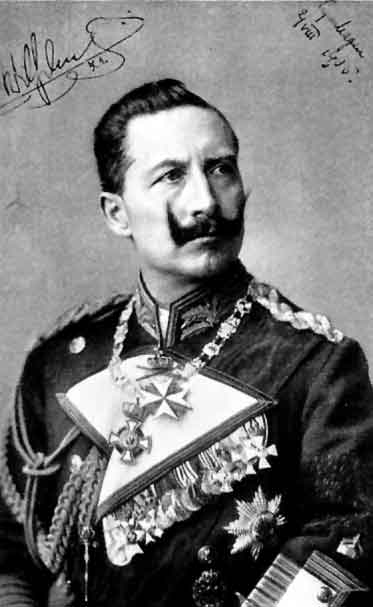
Kaiser Wilhelm II. als deutscher Großadmiral (1905)

Die Liste der Titel und Ränge von Wilhelm II. (Deutsches Reich) zeigt eine Auswahl der vielen Wilhelm II. (1859–1941), Deutscher Kaiser und König von Preußen, verliehenen Titel, Ränge, Orden und Auszeichnungen.

## Titular
Siehe: Titulatur und Wappen der Deutschen Kaiser nach 1873

## Akademische Titel
(alphabetisch nach Hochschulen)
- Dr. iur. utr. h. c. der Friedrich-Wilhelms-Universität Berlin (Promotion durch Josef Kohler beim 100-jährigen Berliner Universitätsjubiläum[1])
- Dr.-Ing. e. h. der Polytechnischen Hochschule Berlin
- Ehrendoktor der Wissenschaften der Universität Klausenburg (1910)[2]
- Doctor of Civil Law der University of Oxford
- Ehrendoktor der Rechte der University of Pennsylvania
- Dr. med. h. c. der Karl-Ferdinands-Universität

## Militärische Laufbahn
- 27. Januar 1869: Leutnant im 1. Garderegiment zu Fuß und à la suite des 1. Batl. (Berlin) des 2. Garde-Landwehr-Regiments.
- 22. März 1876: Oberleutnant
- 22. März 1880: Hauptmann
- 16. Oktober 1881: Major
- 16. September 1885: Oberst und Kommandeur des Garde-Husaren-Regiments
- 27. Januar 1888: Generalmajor und Kommandeur der 2. Garde-Infanterie-Brigade
- 15. Juni 1888: Oberster Kriegsherr des deutschen Heeres und Chef der Marine, Chef der (preußischen) Armee

## Chefstellen und andere Ehrenränge
Hier geht es um den Rang des Chefs (in Bayern: Inhaber) von Truppenteilen, dessen Namen diese dann auch oftmals trugen (das militärische Kommando liegt nicht beim „Chef“, sondern bei dem jeweiligen „Kommandeur“). Die Generals- und Admirals-Titel sind ebenfalls als Ehrenränge zu verstehen.

### Deutschland

#### Preußische Armee
- 1. Garde-Regiment zu Fuß
  - Kompaniechef der Leibkompanie desselben Regiments
- Grenadier-Regiment „König Friedrich Wilhelm I.“ (2. Ostpreußisches) Nr. 3
- Leib-Grenadier-Regiment „König Friedrich Wilhelm III.“ (1. Brandenburgisches) Nr. 8
- Königs-Infanterie-Regiments (6. Lothringisches) Nr. 145
- Landwehr-Infanterie-Regiment „Kaiser Wilhelm II.“ Nr. 2
- Regiment der Gardes du Corps
- Leib-Garde-Husaren-Regiment
- Königs-Ulanen-Regiment (1. Hannoversches) Nr. 13
- Regiment Königs-Jäger zu Pferde Nr. 1
- 1. Garde-Feldartillerie-Regiment
- Grenadier-Regiment „Kaiser Wilhelm I.“ (2. Badisches) Nr. 110
- Infanterie-Regiment „Kaiser Wilhelm“ (2. Großherzoglich Hessisches) Nr. 116
- Großherzoglich Mecklenburgisches Füsilier-Regiment „Kaiser Wilhelm“ Nr. 90

#### Sächsische Armee
- 2. Grenadier-Regiment „Kaiser Wilhelm, König von Preußen“ Nr. 101
- 3. Ulanen-Regiment Nr. 21 „Kaiser Wilhelm II., König von Preußen“

#### Württembergische Armee
- 2. Infanterie-Regiment „Kaiser Wilhelm, König von Preußen“ Nr. 120
- 1. Dragoner-Regiment „Königin Olga“ Nr. 25

#### Bayerische Armee
- 6. Infanterie-Regiment „Kaiser Wilhelm, König von Preußen“
- 1. Ulanen-Regiment „Kaiser Wilhelm II., König von Preußen“

### Ausland
Inhaber des

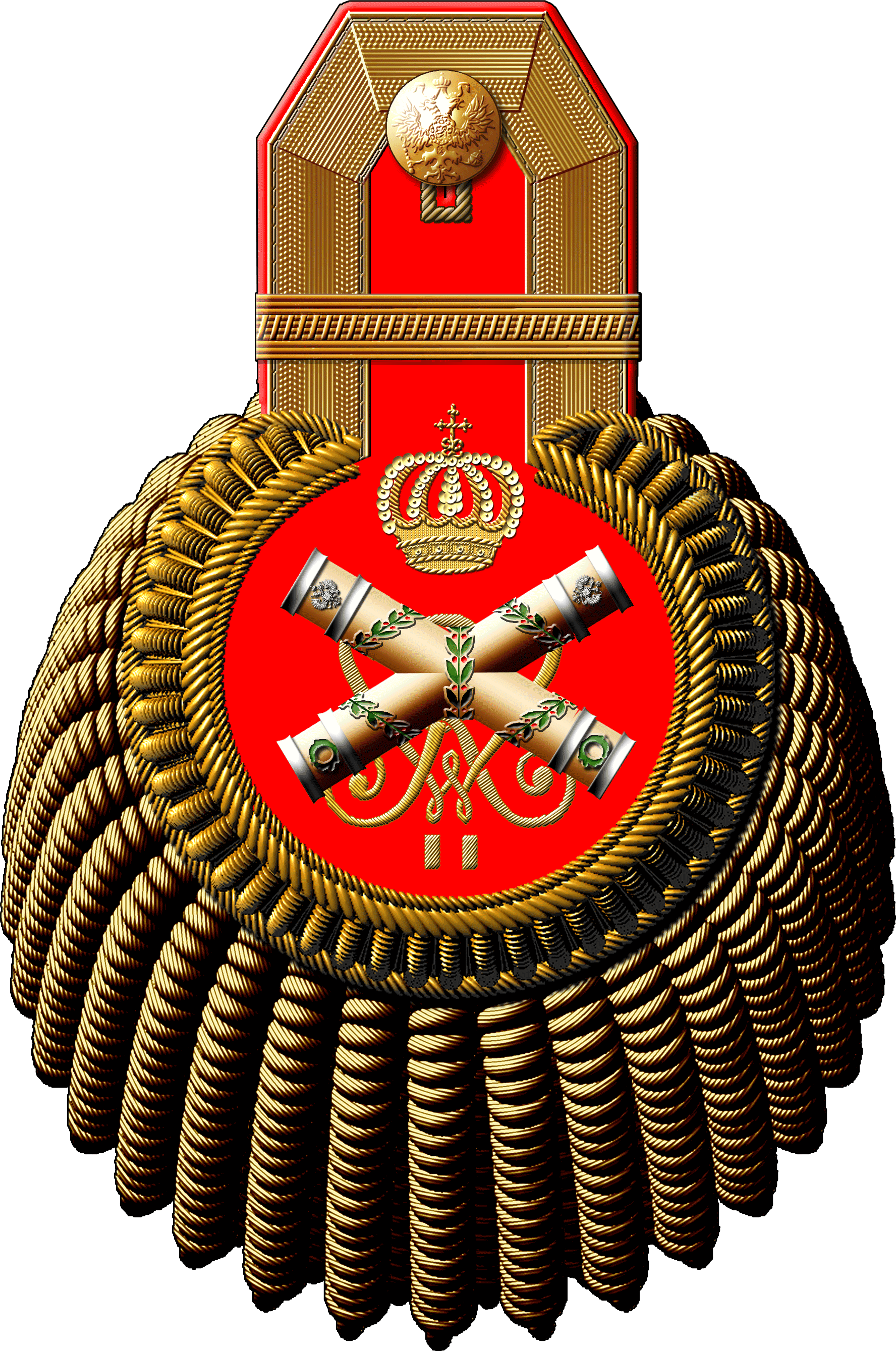
Epaulette der Kaiserlich russischer Generalfeldmarschall 85 Infantry Seiner kaiserlichen Majestät des Deutschen Kaisers, Königs von Preußen, Wilhelm II Regiments

- k.u.k. Infanterie-Regiment Nr. 34 (Österreich-Ungarn)
- k.u.k. K.u.k. Husaren-Regiment „Wilhelm II. Deutscher Kaiser und König von Preußen“ Nr. 7 (Österreich-Ungarn)
- k.u.k. Feldhaubitzen-Regiment Nr. 23

Chef des
- Kaiserlich Russischen St. Petersburger Leib-Garde-Grenadier-Regiments „König Friedrich Wilhelm III.“
- 85. Infanterie-Regiments „Wyborg“, (Russland)
- 13. Husaren-Regiments „Narva“ (Russland)
- 12. Balkan-Infanterie-Regiments „Balkanski“ (Bulgarien)
- 10. Kavallerie-Regiments (Bulgarien)

Ehrenoberst des
- Königlich Britischen 1st (Royal) Regiment of Dragoons
- Königlich Portugiesischen 4. Reiter-Regiments
- Königlich Spanischen Dragoner-Regiments „Numancia“

sowie
- Kaiserlich russischer Generalfeldmarschall (1888[3])
- Kaiserlich Osmanischer Feldmarschall
- Feldmarschall der Kaiserlich-Königlichen Armee Österreich-Ungarns
- Königlich Britischer Feldmarschall
- Königlich Britischer Ehren-Flottenadmiral
- Königlich schwedischer Flaggenadmiral
- Königlich norwegischer Ehrenadmiral
- Königlich dänischer Ehrenadmiral
- Admiral der Kaiserlich russischen Flotte
- Ehrenadmiral der Kgl. griechischen Flotte

## Sonstige (nichtmilitärische) Ränge und Orden
Der Kaiser war als König von Preußen Souverän aller preußischer Orden. Bei passender Gelegenheit legte er das entsprechende Ordenszeichen der jeweils höchsten Stufe an. Die deutschen Bundesfürsten verliehen ihm die höchste Auszeichnung ihres Landes.
Auswahl
- Neuntes Oberhaupt und neunter Souverän und Meister des Hohen Ordens vom Schwarzen Adler
- Protektor des Johanniterordens
- Ehren- und Devotions-Großkreuz-Bailli des Souveränen Malteserordens
- Großmeister und Träger des Großkreuzes des Eisernen Kreuzes
- Ritter des Hosenbandordens (Vereinigtes Königreich; 1915 nachträglich aberkannt)
- Honorary Knight Grand Cross des Royal Victorian Order (Vereinigtes Königreich; 1915 nachträglich aberkannt)
- Ritter des St. Andreasordens (Russland)
- Ritter des Annunziaten-Ordens (Italien)
- Ritter des Elefanten-Ordens (Dänemark)
- Ritter des Seraphinenordens (Schweden)
- Großkreuzritter des Militär-Wilhelms-Ordens (Niederlande)
- Großkreuzritter des Ordens vom Niederländischen Löwen (Niederlande)
- Ritter des Ordens des norwegischen Löwen (Norwegen)
- Träger des Eisernen Halbmondes (Osmanisches Reich)
- Ritter des Ordens vom Goldenen Vlies (Spanien)
- Träger des Militär-Maria-Theresien-Ordens (Österreich-Ungarn)
- Träger des Großkreuzes des  k.u. Sankt-Stephans-Ordens (Österreich-Ungarn)
- Träger des Großkreuzes des Militär-St.-Heinrichs-Ordens (Sachsen)
- Ritter des St.-Hubertus-Ordens (Bayern)
- Träger des Großkreuzes des Militär-Max-Joseph-Ordens (Bayern)
- Tupu Sili von Samoa[4]